# Brachodes appendiculata
Brachodes appendiculata is een vlindersoort uit de familie Brachodidae. De wetenschappelijke naam is, als Sphinx appendiculata, voor het eerst geldig gepubliceerd in 1783 door Eugen Johann Christoph Esper.
De soort komt voor in Europa.

## Andere combinaties
- Sphinx appendiculata Esper, 1783
- Atychia appendiculata (Esper, 1783)